# Шамшорик, Тарас Николаевич
Тарас Николаевич Шамшорик (бел. Тарас Шамшорык; род. 21 октября 1976) — белорусский футболист, полузащитник.

## Биография
Начал карьеру футболиста в составе минской «Смены» из Второй лиги Беларуси, после чего перешёл в перволиговое жодинское «Торпедо». В 1996 году стал игроком минского «Торпедо», в составе которого играл в чемпионате Беларуси.
После этого выступал за несвижский «Верас», «Молодечно», «Белшину», «Березину», «Торпедо-Кадино», микашевичский «Гранит», «Свислочь», «Сморгонь», «Забудову» и «Ведрич-97».
Вторую половину сезона 2007 года провёл в стане польского «Бровара» из Ломжи, который выступал во Второй лиге Польши. Завершил карьеру в стане «Руденска» из Первой лиги Беларуси в 2011 году. В 2012 году входил в тренерский штаб «Руденска», где занимал должность старшего тренера.
Играл за ряд мини-футбольных клубов — «Минск» (1995), «БАТУ-Трайпл» (1996—1997) и «Борисов-900».